# Romanówka (przystanek kolejowy)
Romanówka (ukr. Романівка) – przystanek kolejowy w pobliżu miejscowości Romanówka, w rejonie tarnopolskim, w obwodzie tarnopolskim, na Ukrainie. Położony jest na linii Odessa – Lwów.
Przystanek istniał przed II wojną światową.